# 西尾滋
西尾 滋（にしお しげる、1898年 - 1980年7月6日）は、日本の地球科学者。専門は鉱床学。

## 経歴・研究業績
旧制暁星中学校・第一高等学校を経て、1922年に東京帝国大学工学部鉱山学科を卒業、ただちに同学部講師に就任。同時に理学部地質学科大学院に2年間在籍し、教授の加藤武夫や助教授の坪井誠太郎の訓育を受け、また助手であった鈴木醇や坪谷幸六の知遇を得る。1924年に助教授に昇進し、鉱山学科において当時の教授であった平林武を補佐し，鉱物学・地質学・鉱山学などの実習を担当する。
1940年、東京帝国大学より工学博士の学位取得。博士論文の表題は「別子鉱山含銅黄鉄鉱ノ研究」。
同年6月より、文部省在外研究員としてアメリカ合衆国のカリフォルニア大学に留学するも、
1941年11月、日米関係の悪化により派遣された引き揚げ船である龍田丸に乗船して帰国。
同年12月に教授に昇進。その後、1959年3月の定年退職まで後進の指導や鉱床学の研究、鉱山学科や関係学会の運営において、大きな足跡を残す。特に博士論文の研究にも関連して、加藤武夫・堀越義一・渡辺武男らと別子鉱山の鉱床学的研究を行い、我が国における研磨薄片による鉱石の検鏡手法を確立したことは特筆に値する。
1954～1955年日本鉱山地質学会会長、1953～1955年日本鉱業会会長などを歴任。また、海外製鉄原料委員会・金属鉱物探鉱促進事業団・海外技術協力事業団・アジア経済研究所などに関係し、業界の発展に尽力した。

## 主な編著書
- 西尾滋（編）「海外鉄鉱資源の開発」、アジア経済研究所、305頁、1967年。
- 西尾滋（編）「海外銅資源の開発」、アジア経済研究所、375頁、1968年。
- 西尾滋（編著）「海外アルミ資源の開発」、アジア経済研究所、324頁、1969年。